# Новорайчихинск
Новорайчи́хинск — посёлок городского типа в Амурской области (Россия), входит в состав городского округа пгт Прогресс.

## География
Пос. Новорайчихинск стоит в долине реки Кивда, до правого берега Буреи — около 15 км.
Пос. Новорайчихинск расположен примерно в 2 км западнее административного центра пос. Прогресс.
Расстояние по автодороге до пос. Бурея Бурейского района (расположено на Транссибе) — около 20 км.
От Транссибирской магистрали (от станции Бурея Забайкальской железной дороги) к пос. Новорайчихинск (через пос. Прогресс) идёт железнодорожная линия. В настоящее время линия демонтирована.
В пос. Новорайчихинск находилась железнодорожная станция Восточный Отрог.
С севера к пос. Новорайчихинск примыкает село Муравка Бурейского района.

## Население
| 1959  | 1970  | 1979  | 1989  | 2002  | 2009  |
| ----- | ----- | ----- | ----- | ----- | ----- |
| 7052  | ↘5865 | ↘4370 | ↘3756 | ↘2948 | ↘2803 |
| 2010  | 2012  | 2013  | 2014  | 2015  | 2016  |
| ↘2143 | ↘2077 | ↘2008 | ↘1971 | ↘1940 | ↘1933 |
| 2017  | 2018  | 2019  | 2020  | 2021  | 2023  |
| ↘1914 | ↘1882 | ↘1853 | ↘1842 | ↘1214 | ↘1147 |